# Böhne (Rathenow)
Böhne [ˈbøːnə] ist ein Dorf und Ortsteil der Kreisstadt Rathenow im Landkreis Havelland in Brandenburg.
Zu Böhne gehören die Ortsteile Hilgenfeldshof, Ludwigshof, Möthlowshof, Rittershof und Wilhelminenhof (Luisenhof) sowie die Wüstungen Hermshof und Böhnsche Schäferei.

## Geografie
Die kleine Gemeinde Böhne liegt rund 5 km südlich von Rathenow. Im Westen und Norden wird der Ort vom Königsgraben umschlossen, welcher im Nordosten in die Havel mündet. Der Ort liegt im Naturschutzgebiet „Untere Havel“ und ist geprägt von Wiesen, Feldern, Wäldern und vielen Feuchtgebieten und Wasserläufen.

## Geschichte
Der Burgward Plaue zählte Böhne einst als erzbischöfliches Lehen zu seinen Besitztümern. Erstmals fand Böhne 1370 als Lehen des Erzbistums Magdeburg unter der Bezeichnung Bone Erwähnung. 1412 wird Böhne von den Quitzows und Putlitz geplündert. „Um 1420 wird Böhne ‚dat Dorp to den Bone‘ sowie ‚villa Bone‘ genannt und mit zwei Rittersitzen angegeben.“
Am 8. Juni 1675 war Rathenow während des Schwedeneinfalls 1674/75 vom schwedischen Dragonerregiment besetzt worden. Im Hause des havelländische Landrats, Jacob Friedrich von Briest (1631–1703) zu Böhne hatten sich am Vorabend des 15. Juni 1675 der Kurfürst Friedrich Wilhelm und hohe Offiziere zur Beratung eingetroffen. Sie beratschlagten den Angriff auf Rathenow. Am 14. Juni 1675 waren 7000–8000 Mann der kurbrandenburgischen Armee im Wald zwischen Vieritz und Böhne und hatten dort Lager bezogen. Der geplante Angriff von Böhne aus über die Lange Brücke in Rathenow wurde ergänzt durch den gleichzeitigen Angriff von der Südseite über den Eisenhammer. Zu diesem Zwecke ließ der verbannte Rathenower Bürgermeister Bergmann, die bei Milow versteckten Kähne nach Böhne bringen, wo sie von 400–500 Mann Musketieren, unter dem Befehl des Generaladjudanten von Kanowski und des Oberstleutnants von Kanne, bestiegen und durch Bergmann die Havel abwärts, nach Rathenow geführt wurden. Zur gleichen Zeit konnte der Marschall Georg von Derfflinger mit einigen Dragonern gegen 11:00 Uhr abends Böhne verlassen. Da der Weg sehr schlecht war, erreichten sie erst gegen Morgen des 15. Juni 1675 gegen zwei Uhr die Stadttore von Rathenow. Der damalige Landrat von Briest, fuhr am Morgen selbst mit einem Wagen voll Bier vor das Haveltor in Rathenow. Er rief den schwedischen Wachen zu: „Mokt up, ick bin Briest, ick breng je Behr!“ Der Lenker des ersten Wagens soll der Marschall Derfflinger selbst gewesen sein. Die schwedischen Besatzer ließen die Ankömmlinge dann auch in die Stadt. Nach dieser List kämpften die Soldaten mit großer Entschlossenheit in der Schlacht von Rathenow gegen die Schweden. Das schwedische Regiment war vollständig geschlagen, 390 Mann waren gefallen, 200 gefangen genommen und nur wenige entkamen der Gefangenschaft. Außerdem wurden sämtliche Pferde, sechs Fahnen, zwei Pauken und einige Schalmeien, sowie eine Menge Vorräte, welche die Schweden geraubt hatten, eine große Beute der Sieger. Das Haus des Landrats von Briest zu Böhne erhielt daraufhin den Beinamen „Schwedenhaus“. Es steht noch heute.
Am 28. August 1836 zwischen 22:00 und 23:00 Uhr war in der Scheune des Kossaten und Schmiedemeister Johann Ost ein Feuer ausgebrochen. Dieses griff schnell um sich. Unaufhaltsam fraßen sich die Flammen immer weiter in den Ort hinein und hinterließen eine breite Schneise der Verwüstung. In der Böhner Geschichtsschreibung heißt es: „Bei der mehrere Wochen hindurch statt gefundenen großen Dürre und der eben vollendeten sehr gesegneten Ernte fand das Feuer immer wieder neue Nahrung. So dass innerhalb weniger Stunden neben der Kirche mit dem Turme, der Pfarre und Schule viele weitere Gebäude gänzlich abbrannten.“ Lediglich die Gebäude des großen und kleinen herrschaftlichen Gutes sowie ein Tagelöhnerhaus und vier Wohnhäuser blieben von der Feuersbrunst verschont. Auf Weisung des damaligen Böhner Gutsbesitzers Robert Titus von Briesen wurde der Ort im Zuge des Wiederaufbaus neu gegliedert. Das Dorf erhielt die noch heute gut erkennbare Ortsstruktur mit breiten, gradlinigen Straßen. Diese führten jetzt von Nord nach Süd und von Ost nach West; die einst unübersichtlichen und engen Gassen verschwanden. Alle neu errichteten Gebäude mussten von nun an mit Dachsteinen statt einem damals üblichen Reetdach gedeckt werden. Beides sollte einer erneuten Brandkatastrophe entgegenwirken. Neben vielen anderen Bauwerken konnte im Jahre 1837 der Wiederaufbau des Pfarr- und des Schulgebäudes abgeschlossen werden. Den offiziellen Abschluss des raschen und erfolgreichen Wiederaufbaus des Ortes feierten die Böhner am 20. September 1838. Die Turmspitze wurde auf den Kirchturm der wiederaufgebauten Kirche gerichtet.
Am 30. September 1928 wurde der Gutsbezirk Böhne mit der Landgemeinde Böhne vereinigt.
In den frühen Morgenstunden des 5. Mai 1945 besetzten Soldaten der Roten Armee Böhne.

## Sehenswürdigkeiten

### Kirche

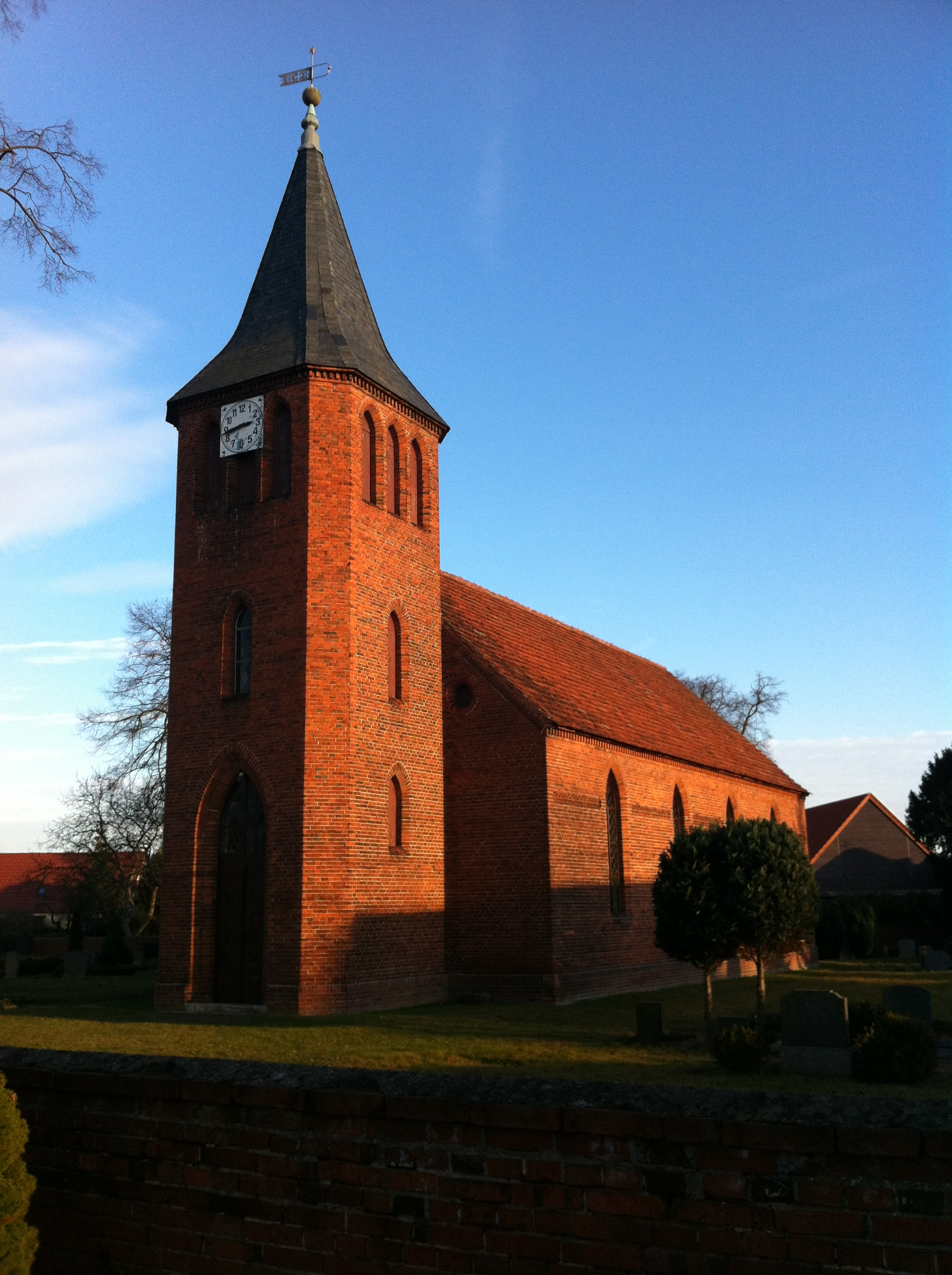
Dorfkirche Böhne – Straßenansicht

Die neugotische Saalkirche aus roten Ziegeln steht auf der westlichen Seite der Rathenower Straße. Ein Vorgängerbau fiel 1838 einem Brand zum Opfer. Es wurde angestrebt, das neue Kirchengebäude möglichst schnell zu errichten. Anstatt einen völlig neuen Kirchenbau zu entwerfen, griff man daher auf einen bereits vorhandenen und genehmigten Plan der im selben Jahr errichteten Dorfkirche Kleinwusterwitz zurück. Im Inneren befindet sich eine schlichte, klassizistische Hufeisenempore mit einem Orgelprospekt von Friedrich Wilhelm Wäldner das, ebenso wie drei Stahlgussglocken aus dem Jahr 1870, gesondert unter Denkmalschutz steht.

### „Schwedenhaus“

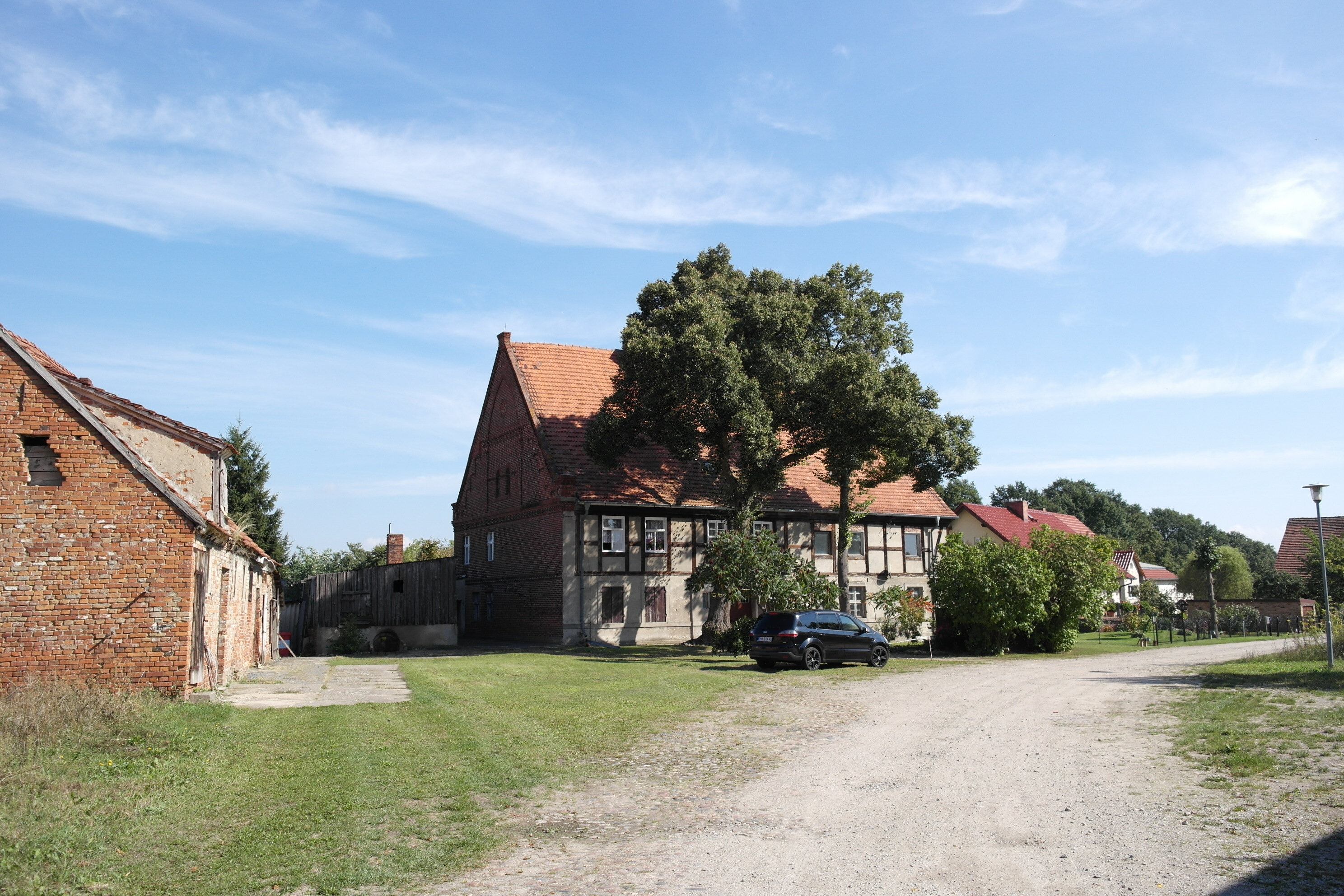
„Schwedenhaus“ in Böhne

Das alte Gutsverwalterhaus hat eine 350-jährige Geschichte. Am 2. April 1658 starb in Böhne Hans von Briest, kurfürstlicher Brandenburgischer Kammerjunker. Sein Sohn, Jacob Friedrich von Briest (* 11. Februar 1631 in Böhne; † 12. August 1703 in Böhne), war einst kurfürstlicher Landrat des westhavelländischen Kreises. Im Herbst 1660 erteilte von Briest den Auftrag zum Bau eines neuen Herrenhauses auf dem Hof in Böhne. Das Haus wurde 1661 fertiggestellt. 14 Jahre danach soll sich dort der „Große Kurfürst“ aufgehalten haben, um Vorbereitungen zu treffen zur Befreiung Rathenows von den Schweden. Seither wird das Böhner Anwesen „Schwedenhaus“ genannt. Das Schwedenhaus wurde zur Zeit des letzten Besitzers, dem GFM Günther von Kluge, vom Inspektor des Gutes bewohnt. In den 1960er Jahren zog die Verwaltung der LPG „Befreites Land“ Böhne in die Nordhälfte des Hauses ein. Neben der Verwaltung fanden auch die Betriebsküche und der Speiseraum für die Belegschaft der LPG in den Räumen Platz. Der übrige Teil des Hauses wurde als Wohngebäude genutzt. Erst mit dem Neubau eines Verwaltungs- und Sozialtraktes Ende der 1970er Jahre am südlichen Dorfende Böhnes zog ein Teil des landwirtschaftlichen Betriebes aus dem Gebäude aus. Bis etwa 1990/91 dienten die Räume aber weiterhin als Büroräume für die Außenstelle der LPG Tierproduktion „Karl Marx“ Vieritz. Zurzeit dient das Haus als Wohngebäude.

## Demografische Entwicklung
Die Einwohnerzahl entwickelte sich wie folgt:
- 1782 – 287 Einwohner
- 1818 – 280 Einwohner
- 1875 – 350 Einwohner
- 1910 – 390 Einwohner
- 1925 – 412 Einwohner
- 1939 – 388 Einwohner
- 1944 – 430 Einwohner
- 1950 – 551 Einwohner
- 1955 – 505 Einwohner
- 1965 – 400 Einwohner
- 1975 – 349 Einwohner
- 1982 – 326 Einwohner
- 1992 – 339 Einwohner
- 2000 – 307 Einwohner
- 2006 – 291 Einwohner
- 2011 – 288 Einwohner
- 2014 – 269 Einwohner
- 2015 – 278 Einwohner

## Politik
Von 1816 bis 1950 gehörte Böhne zum Landkreis Jerichow II in der preußischen Provinz Sachsen. 1950 bis 1952 gehörte es zum Landkreis Genthin im damaligen Land Sachsen-Anhalt. Von 1952 bis 1957 gehörte Böhne zum Kreis Havelberg im Bezirk Magdeburg. Von 1958 bis 1993 gehörte Böhne zum Kreis Rathenow im Bezirk Potsdam bzw. seit 1990 des Landes Brandenburg. Seit 1993 war der Ort eine amtsangehörige Gemeinde des Amtes Rathenow im Landkreis Havelland.

Mit Wirkung des 31. Dezember 2001 wurde Böhne ein Ortsteil der Kreisstadt Rathenow im Landkreis Havelland in Brandenburg.
Ortsvorsteher ist Christian Stachowiak.

## Organisationen und Vereine

### Feuerwehr
Die Freiwillige Feuerwehr wurde am 3. Juli 1926 gegründet. Zurzeit hat die Freiwillige Feuerwehr Böhne ca. 60 Mitglieder. Ortswehrführer ist Michael Schulze.

### Förderverein der Dorfgemeinschaft Böhne
Der Förderverein existiert seit 2011 und organisiert mit Unterstützung der Feuerwehr Böhne die Dorffeste: Osterfeuer, Maibaumpflanzen, Oktoberfeuer und Weihnachtsbaumverbrennen.
Seit 2013 besteht ein Kontakt zum nordhessischen Böhne (Edertal). Im Mai waren 7 Kameraden der Freiwilligen Feuerwehr zu Besuch in Böhne (Edertal). Im Juni 2015 kam dann auch zum ersten Mal eine Delegation von 8 Edertalern ins Westhavelland.

## Persönlichkeiten
- Günther von Kluge (1882–1944), Generalfeldmarschall wurde hier beerdigt.
- Jörg Heinrich (* 1969), deutscher Fußballprofi und -trainer